# Вєркін Борис Ієремійович
Борис Ієремійович Вєркін (8 серпня 1919, Харків — 12 червня 1990, Харків) — український вчений у галузі фізики низьких температур, засновник і перший директор Фізико-технічного інституту низьких температур АН УРСР, академік АН УРСР, лауреат Державної премії СРСР та УРСР в галузі науки і техніки. Депутат Верховної Ради УРСР 11-го скликання.

## Життєпис
Закінчив Харківський університет (1940). З 1940 року працював інженером Харківського електромеханічного заводу. Служив у Червоній армії, учасник Другої світової війни. Член ВКП(б) з 1945 року.
У 1946-1960 роках працював молодшим, старшим науковим співробітником у Харківському фізико-технічному інституті АН УРСР.
У 1960—1988 роках — директор створеного за його ініціативою в Харкові Фізико-технічного інституту низьких температур АН УРСР (з 1988 — почесний директор).
Помер 12 червня 1990 року. Похований на харківському міському кладовищі № 2.

## Наукова діяльність
Спільно з Б. Г. Лазарєвим відкрив і вивчив (1949—1951) осциляції магнітної сприйнятливості у широкого кола металів, показавши загальнометалічну природу таких осциляцій. Зробив внесок у вивчення природи магнітних властивостей металів, у розв'язання проблеми електронного енергетичного спектра металів.
Розробив (1967—1975) метод тунельної спектроскопії. Довів можливість кристалізації молекул РНК та ДНК, запропонував новий метод вивчення міжмолекулярних взаємодій макромолекул — польову мас-спектроскопію, вивчив тунельні спектри ряду біологічних молекул.
Одержав низку нових результатів у кріогенному та космічному матеріалознавстві. Вирішив завдання моделювання поведінки рідини в умовах невагомості. Спільно з співробітниками створив перші в країні потужні надпровідні електричні машини, пасивні системи охолодження з твердим холодоагентом, ряд надпровідникових приладів.
Серед учнів Бориса Вєркіна — доктори фізико-математичних наук Віктор Єременко, Андрій Боровик, Ігор Кулик, Вадим Манжелій, Ігор Янсон, Ігор Дмитренко тощо.

## Нагороди
Борис Вєркін був нагороджений орденом Леніна, орденом Вітчизняної війни 1-го ступеня, орденами Жовтневої Революції, Червоного Прапора, «Знак Пошани», дев'ятьма медалями, Почесною грамотою Президії Верховної Ради УРСР.

## Вшанування пам'яті

Меморіальна дошка Б. І. Вєркіну на будинку «Червоний банківець», де він жив

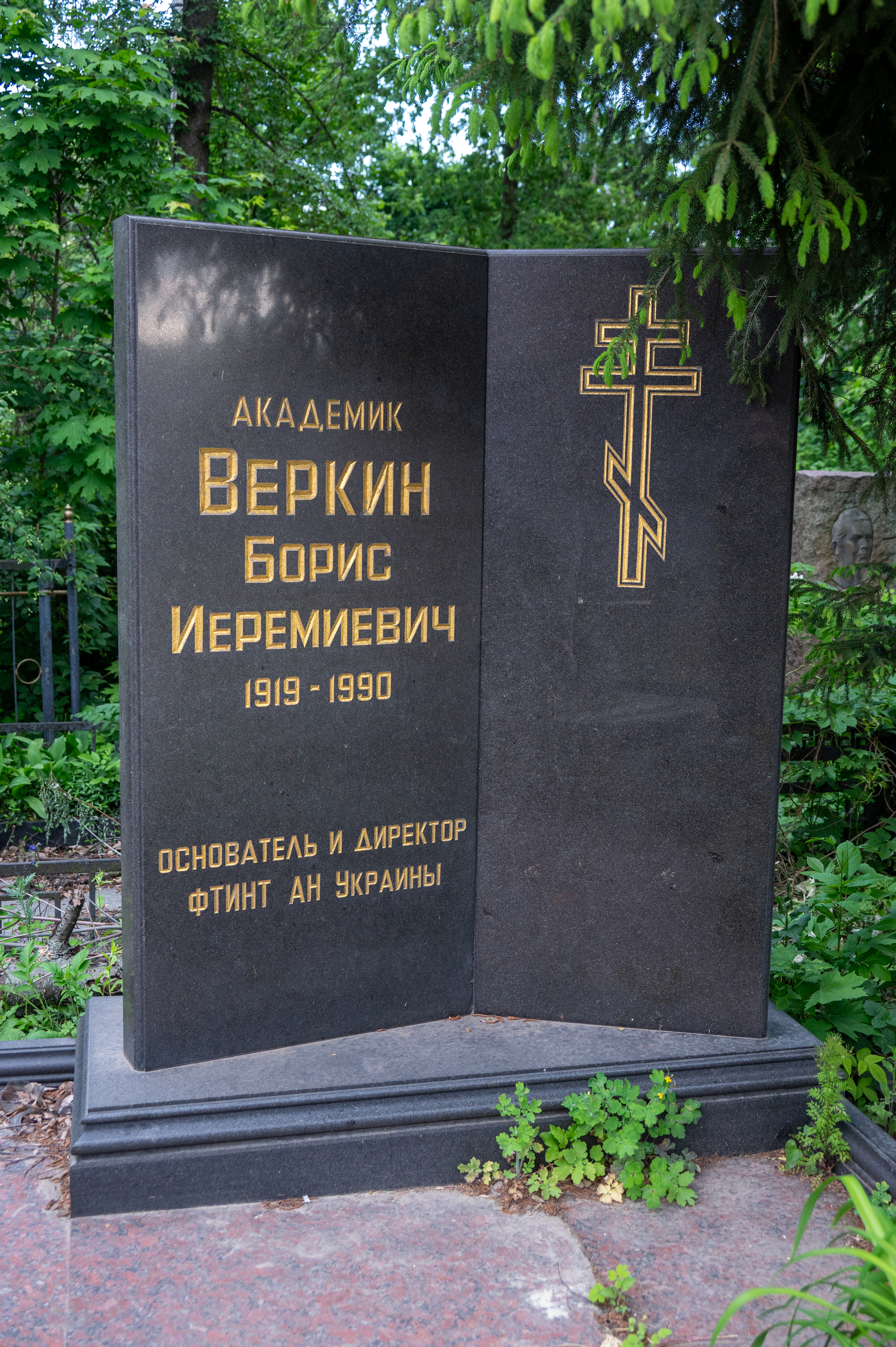
Могила Бориса Вєркіна

У 1997 р. Національною Академією наук України була заснована Премія НАН України імені Б. І. Вєркіна, яка вручається Відділенням фізики і астрономії НАН України за видатні наукові роботи в галузі фізики і техніки низьких температур.
Ім'я Б. І. Вєркіна носить також створений ним Фізико-технічний інститут низьких температур.
На фасадах Фізико-технічного інституту низьких температур і житлового будинку, де жив Борис Ієремійович, встановлено меморіальні дошки.
На ім'я Б. І. Вєркіна названо астероїд 18287 Verkin (був відкритий співробітницею Кримської астрофізичної обсерваторії Л. І. Черних у жовтні 1975 р.)

## Основні праці
- Теплофизика низкотемпературного сублимационного охлаждения / Б. И. Веркин, В. Ф. Гетманец, Р. С. Михайличенко. — Киев, Наук. думка, 1980.
- Низкотемпературные исследования пластичности и прочности / Б. И. Веркин, В. В. Пустовалов. — М., Энергоиздат, 1982.